# Phiên Lộ

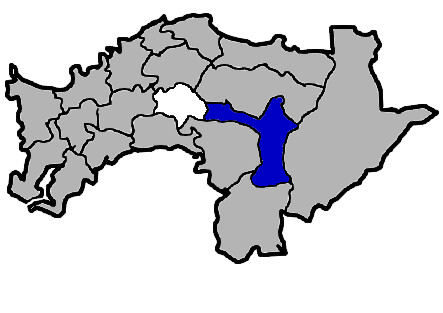
Vị trí tại huyện Gia Nghĩa

Phiên Lộ (tiếng Trung: 番路鄉; bính âm: Fānlù Xiāng) là một hương (xã) của huyện Gia Nghĩa, tỉnh Đài Loan, Trung Hoa Dân Quốc (Đài Loan). Hương nằm trên vùng đồi núi của dãy A Lý Sơn và tên của hương cũng có nguồn gốc từ dãy núi này. Tổng diện tích của Phiên Lộ là 117,5269 km², dân số vào tháng 8 năm 2011 là 11.584 người thuộc 3.972 hộ gia đình, mật độ cư trú đạt 98,6 người/km².